# Sant'Angelo dei Lombardi
Sant'Angelo dei Lombardi es uno de los 119 municipios o comunas ("comune" en italiano) de la provincia de Avellino, en la región de Campania. Con cerca de 4.236 habitantes, se extiende por una área de 54 km², teniendo una densidad de población de 78 hab/km². Linda con los municipios de Guardia Lombardi, Lioni, Morra De Sanctis, Nusco, Rocca San Felice, Torella dei Lombardi, y Villamaina.

## Demografía
| Gráfica de evolución demográfica de Sant'Angelo dei Lombardi entre 1861 y 2001 |
|                                                                                |
| Fuente ISTAT - elaboración gráfica de Wikipedia                                |

- Datos: Q55103
- Multimedia: Sant'Angelo dei Lombardi / Q55103

1. ↑  Worldpostalcodes.org, código postal n.º 83054.
2. ↑  «Codici Catastali». Comuni-italiani.it (en italiano). Consultado el 29 de abril de 2017.